# Jaranwala
Jaranwala är en stad i distriktet Faisalabad i den pakistanska provinsen Punjab. Folkmängden uppgick till cirka 150 000 invånare vid folkräkningen 2017.